# Cserey Farkas (1719–1782)
Nagyajtai Cserey Farkas (Csíkrákos, 1719 – Bécs, 1782. december 9.) bölcselettudor, udvari tanácsos és előadó, ifjabb Cserey Farkas és Cserey Lőrinc édesapja.

## Élete
Cserey Elek táblai ülnök testvére volt. Kolozsvárt tanult a tudós jezsuita Kaprinai István felügyelete alatt. 1742-ben végezte el iskolai tanulmányait, és bölcselettudor lett. Korának egyik legműveltebb férfia; a hivatali pályán az erdélyi kancelláriánál 1761-ben udvari tanácsossá és referendáriussá emelkedett Bécsben, és ott élte napjait. 1777-ben visszavonult a hivatali életből, és hazaköltözött Erdélybe, ekkor Mária Terézia királynőtől, aki az erdélyi ügyekben mindig kikérte a tanácsát, a krasznai, tasnádi és zilahi uradalmakat kapta. 
Arcképét Nagy Sámuel metszette rézbe; megjelent az Erdélyi Muzeum IV. füzete mellett 1815-ben.

## Munkái
- Isten anyjának… szüz Máriának lorétomi litániában lévő nevezetek rendén folyó dicsérete. Bécs, 1772. Képekkel és Nagy-Szeben, 1830.
- A magyar és székely asszonyok törvénye. Kolozsvár, 1800. (Fia ifjabb Cs. Farkas adta ki.)

### Kéziratban
- Költeményei a mohácsi vészről, Buda bukásáról, a török foglalásokról és egyéb történeti tárgyakról; továbbá Valerius Maximusnak a nevezetes beszédekről és tettekről írt latin munkája magyarázva az Országos Széchényi Könyvtárban; egy jogi szótárt is hagyott hátra.
- Levele Barcsay Ábrahámnak, Bécs. dec. 10. (Erdélyi Muzeum IV. 170.)
- Neki tulajdonítanak egy „Geographia Mariana Regni Hungariae” című 1780-ban kelt, azóta elveszett könyvet, amely többek között leírja az 1567-es tolvajostetői csata történetét. A csata során János Zsigmond fejedelem állítólag rá akarta kényszeríteni az unitárius vallást a csíki székelyekre, de azok megoltalmazták magukat és vallásukat. Mohay Tamás azonban bebizonyította, hogy a meg nem történt csatáról szóló leírás szerzője nem Cserey Farkas, hanem az ő szilágykrasznai udvari káplánja, a ferencrendi P. Katona György volt.